# Шпрингер, Херман
Херман Шпри́нгер (нем. Hermann Springer; 4 декабря 1908 — 12 декабря 1978) — швейцарский футболист, играл на позиции полузащитника. Участник чемпионата мира 1938 года.

## Биография

### Клубная карьера
В течение восьми сезонов Шпрингер играл за «Блю Старз». В 1933 году перешёл в «Янг Бойз», за который играл один сезон. В 1934 году перешёл в «Грассхоппер», в составе которого отыграл 12 сезонов и выиграл 5 чемпионских титулов, а также 7 Кубков Швейцарии. Завершил карьеру в 1946 году.

### Карьера в сборной
Дебютировал за сборную Швейцарии 6 октября 1929 года в товарищеском матче со сборной Чехословакии — Швейцария проиграла в той встрече 0:5.
Был включён в состав сборной Швейцарии на чемпионат мира 1938 года. На турнире он был основным игроком и сыграл в трёх матчах. 4 июня играл в первом матче сборной Германии — тот матч завершился 1:1. 9 июня состоялась переигровка, которая завершилась победой Швейцарии со счётом 4:2. В 1/4 финальном матче Швейцария проиграла сборной Венгрии со счётом 0:2 и выбыла из турнира. Всего за сборную Швейцарии сыграл 37 матчей и забил 1 гол.

### Смерть
Скончался 12 декабря 1978 года в возрасте 74 лет.

## Достижения
«Грассхоппер»
- Чемпион Швейцарии (5): 1936/37, 1938/39, 1941/42, 1942/43, 1944/45
- Обладатель Кубка Швейцарии (7): 1936/37, 1937/38, 1939/40, 1940/41, 1941/42, 1942/43, 1945/46